# Opočno
Opočno (niem.: Opotschno) − miasto w Czechach, w kraju hradeckim, w Górach Orlickich. Według danych z 31 grudnia 2003 powierzchnia miasta wynosiła 1 401 ha, a liczba jego mieszkańców 3 177 osób.
Założone w 1069, prawa miejskie otrzymało w XV wieku. W 1471 król Czech i Węgier, Władysław II Jagiellończyk, nadał miastu herb.

## Demografia
| Rok             | 1970 | 1980 | 1991 | 2001 | 2003 |
| --------------- | ---- | ---- | ---- | ---- | ---- |
| Liczba ludności | 3183 | 3403 | 3309 | 3138 | 3177 |

Źródło: Czeski Urząd Statystyczny

## Miasta partnerskie
- Opoczno
- Gieten